# ボスの日
ボスの日(ぼすのひ、上司の日とも)とはアメリカ合衆国で10月16日前後に行われている行事で、上司が1年を通して行ってきた行動が親切で適正なものであったことを感謝する日である。この日には、上司に手紙や贈り物をする風習がある。この日は賛否両論が多く、一部は絶対的な権力を持つ上司には必ず従わないといけない。という社員及び従業員らに不当なプレッシャーを与えているとして反対の声も少なくない。

## 歴史
パトリシア・ベイ・ハロスキがアメリカ商工会議所に1958年に「全米ボスの日」として登録したのがこの日の始まりで、当時、会社を経営していたパトリシアの父親と部下との間がしっくり行かないことを思い悩んでいた彼女は、なんとかお互いの関係がスムーズなものに修復する手立てはないものかと考え、上司への感謝と雇用者と被雇用者のわだかまりを解消させる目的で始めた日。10月16日にしたのは彼女の父親の誕生日から。
この日を制定した理由は、彼女が相応しいと思っていた上司に感謝の気持ちを示すためであり、若い従業員や社員は上司の責任やまっとうしなければならない任務の重さ、苦労などを理解していないだろうと考えていた。4年後の1962年、イリノイ州知事のオットー・カーナー・ジュニアは、ハロスキのボスの日登録を支持した。

## 批判
USニューズ&ワールド・レポートのアリソン・グリーン氏は「伝統的なマナーとしては、上司から従業員へ贈り物をするのが普通であり、この日には必ず、上司に必ず贈り物をしなければならない。という義務を負い、プレッシャーを与えられている。」と述べている。として